# 가미아리스역
가미아리스역(일본어: 上有住駅)은 일본 이와테현 게센군 스미타정에 위치한 동일본 여객철도 가마이시 선의 철도역이다. 단선 승강장 1면 1선의 구조를 갖춘 지상역이다.

## 역 주변
- 국도 제283호선
- 게센 강

## 역사
- 1950년 10월 10일 : 일본국유철도 가마이시 선 아시가세 - 리쿠추오하시 간의 개통 때에 개업. 일반역.
- 1971년 10월 1일 : 전용선 발착을 제외한 화물의 취급을 폐지.
- 1984년 2월 1일 : 하물의 취급을 폐지.
- 1987년 4월 1일 : 일본국유철도 분할 민영화에 의해, 동일본 여객철도가 승계.
- 1993년
  - 4월 1일 : JR 화물의 역이 폐지. 가마이시 광산 주식회사의 석회석 광산으로 접속하는 전용선이 역으로부터 분기하고 있다.
  - 10월 1일 : CTC화에 의해 무인화. 교환 설비 철거. 가미아리스 역장이 폐지되어, 가마이시 역장 관리하에 한다.

## 인접 역
| 동일본 여객철도 가마이시 선 | 동일본 여객철도 가마이시 선 | 동일본 여객철도 가마이시 선 |
| --------------------------- | --------------------------- | --------------------------- |
| 아시가세 하나마키 방면      | ■ 가마이시 선               | 리쿠추오하시 가마이시 방면  |